# 時の簡
時の簡（ときのふだ）は、時刻を示すために清涼殿殿上の小庭に立てて置いた簡（ふだ）である。
杙でささえて、時刻ごとにたてかえ、内豎がそのつとめにあたった。
時の簡の位置については、『禁腋秘抄』に「下侍二間あり、東は妻戸なり、次一間蔀なり。二つにわりて、西は、おろして、御膳（もの）棚をその前に立て、そばに時の簡をたてたり」とある。
一昼夜12時を各時4刻にわけ、第4刻のときのみ時の杙をさしたらしい。